# Marie-Jeanne L'Héritier de Villandon

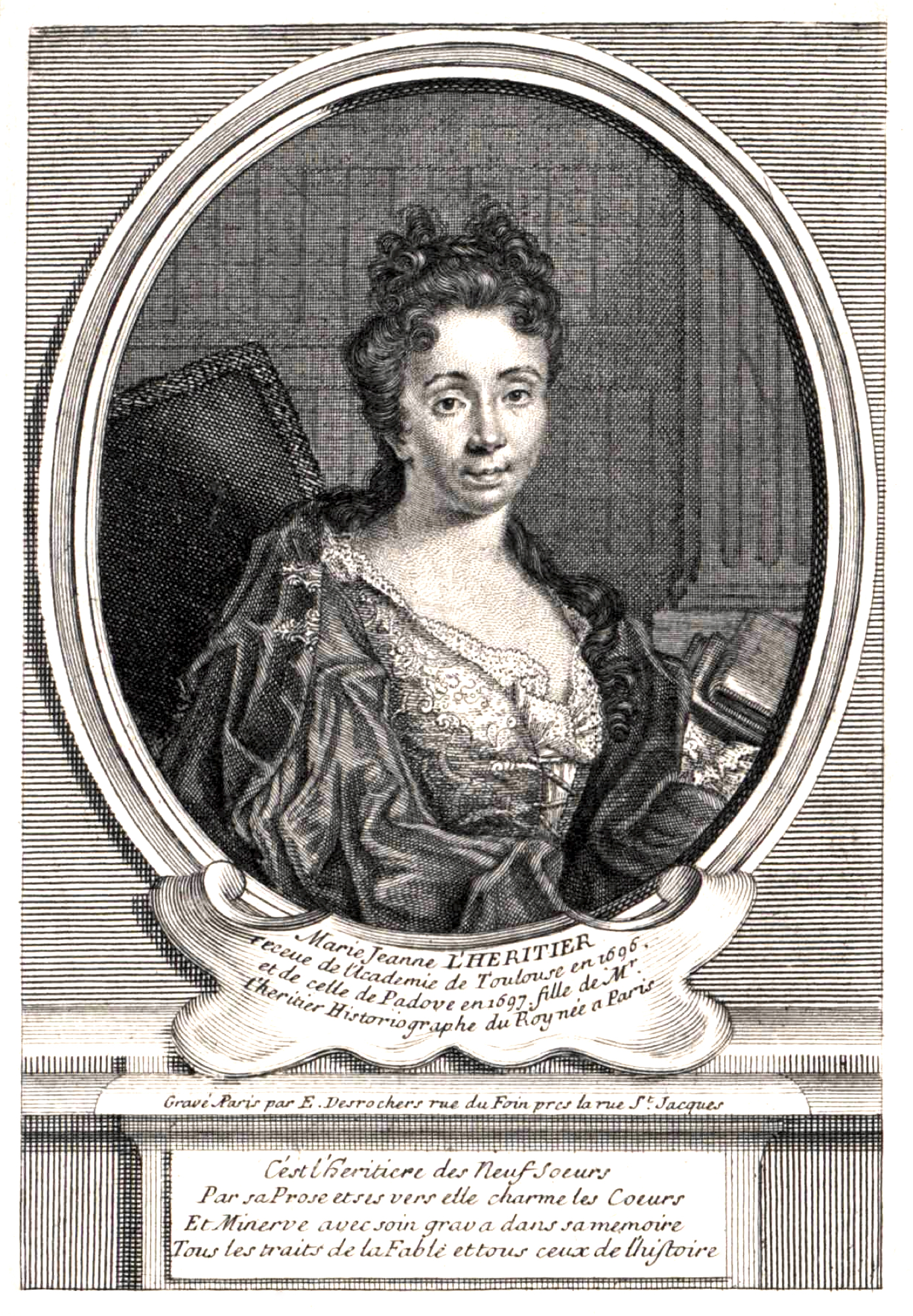
Mlle. L'Héritier (1697?)

Marie-Jeanne L'Héritier de Villandon, (novembro de 1664, Paris—24 de fevereiro de 1734), foi uma romancista e poetisa francesa que integrou o movimento das Preciosas e teve papel destacado na sociedade literária parisiense do início do século XVIII.

## Histórico
Sobrinha de Charles Perrault, amiga de Madeleine de Scudéry, Marie-Catherine d'Aulnoy e de Henriette-Julie de Murat, Mlle. L'Héritier veio de uma família de eruditos da baixa aristocracia, na qual, desde muito jovem, recebeu incentivo para estudar.
A salonnière Madeleine de Scudéry foi sua tutora e deixou-lhe o salon como herança, em 1701. Da mesma forma que sua mestra, Mlle. L'Héritier jamais casou-se e vivia às custas de seu trabalho literário e de subvenções providas pela duquesa de Longueville (cuja biografia escreveu) e pela duquesa d'Épernon (a quem dedicou o conto de fadas Les Enchantements de l’éloquence, parte de seu primeiro livro, OEuvres meslées, de 1695).
Mlle. Héritier fez parte de duas prestigiosas academias literárias: a Académie des Jeux floraux de Toulouse (a partir de 1696) e a Accademia dei Ricovrati de Pádua (a partir de 1697).
No fim da vida, Mlle. L'Héritier também trabalhou como tradutora, tendo concluído Épitres héroïques d'Ovide em 1728. Sua tradução de Ovídio impressionou de tal maneira membros da Academia Francesa de Letras que ela foi imortalizada no "Parnasse Français" como a musa Télésille, recebendo ainda uma pensão concedida pelo estado.
Quando de sua morte, foi honrada com um obituário de seis páginas no prestigioso Journal des Savants, distinção reservada somente para intelectuais de grande fama.

## Obras
- Contes. Paris: Éd. Raymonde Robert, Champion, 2005. ISBN 2745309803
- Histoire de la marquise-marquis de Banneville. Nova York: Modern Language Association of America, 2004. ISBN 0873529316
- La fille en garçon. Carcassonne:Éd. Catherine Velay-Vallantin, GARAE/Hésiode, 1992. ISBN 2906156205
- Les fées, contes des contes. Genebra: Slatkine Reprints, 1978
- L'Adroite princesse, ou, Les aventures de Finette. Paris: Marie-Jeanne, 1664-1734.

### Biografia
- «Bibliografia na SIEFAR» (em francês)

### Obrasonline
- (em francês)-Riquet à la houppe. Paris: Garnier, 1987
- (em francês)-Les caprices du destin, ou Recueil d’histoires singulières et amusantes arrivées de nos jours. Paris: P.-M. Huart, 1718
- (em francês)-L'innocente tromperie, L'avare puni, Les enchantemens de l'éloquence, Les aventures de Finette, Le Triomphe de Mme Deshoulières. Paris: J. Guignard, 1696

## Traduções
- (em francês)-Les épîtres héroïques d'Ovide, traduites en vers françois. Paris: Brunet fils, 1732